# Macrops
Macrops är ett släkte av skalbaggar. Macrops ingår i familjen vivlar.

## Dottertaxa tillMacrops, i alfabetisk ordning[1]
- Macrops alternatus
- Macrops anthracinus
- Macrops californicus
- Macrops coelorum
- Macrops cryptops
- Macrops delumbis
- Macrops grypidioides
- Macrops hirtellus
- Macrops humilis
- Macrops hyperodes
- Macrops imbellis
- Macrops indistinctus
- Macrops interpunctatulus
- Macrops interstitialis
- Macrops longulus
- Macrops maculicollis
- Macrops mirabilis
- Macrops montanus
- Macrops musivus
- Macrops myasellus
- Macrops nevadensis
- Macrops obscurellus
- Macrops obtectus
- Macrops porcellus
- Macrops rotundicollis
- Macrops setiger
- Macrops solutus
- Macrops sparsus
- Macrops subcribratus
- Macrops tenebrosus
- Macrops ulkei
- Macrops vittaticollis
- Macrops vitticollis